# Rodînske
Rodînske (în ucraineană Родинське) este un sat în comuna Pidhirne din raionul Novomîkolaiivka, regiunea Zaporijjea, Ucraina.

## Demografie
Componența lingvistică a localității Rodînske
     Rusă (71,43%)
     Ucraineană (28,57%)
Conform recensământului din 2001, majoritatea populației localității Rodînske era vorbitoare de rusă (71,43%), existând în minoritate și vorbitori de ucraineană (28,57%).